# قرة بابا (عباس الشرقي)
قرة بابا (بالفارسية: قره‌بابا) هي منطقة سكنية تقع في إيران في قسم عباس الشرقي الريفي. يقدر عدد سكانها بـ 29 نسمة .